# Pauline Ferrand-Prévot
Pauline Ferrand-Prévot (10 de fevereiro de 1992) é uma ciclista francesa que compete nas disciplinas estrada, ciclocross e montanha (cross-country), campeã mundial de estrada em 2014 e três vezes campeã mundial de MTB.
Competiu nos Jogos Olímpicos de Verão de 2012 em Londres, na prova de estrada individual e cross-country, terminando em oitavo e vigésimo sexto lugar.
No ciclismo de montanha, ela conquistou três medalhas de ouro no Campeonato Mundial entre os anos de 2014 e 2015.
Em 2024, foi campeã de mountain bike na categoria cross-country nos Jogos Olímpicos em Paris.